# 가이우스 칼푸르니우스 피소 크라수스 프루기 리키니아누스
가이우스 칼푸르니우스 피소 크라수스 프루기 리키니아누스 (Gaius Calpurnius Piso Crassus Frugi Licinianus, 118년 사망)는 1세기와 2세기에 살았던 로마의 원로원 의원이다. 그는 87년 1월부터 4월까지 눈디니움 기간 도미티아누스 황제를 대신하여 보좌 집정관직을 수행했다. 크라수스는 네르바 황제를 상대로 한 암살 음모를 계획한 혐의로 가장 잘 알려져 있으며, 이에 대한 결과로 생애 나머지를 로마에서 추방되어 여러 곳에서 유배 생활을 지냈다.
크라수스 프루기는 유서깊은 집정관을 배출해낸 공화정 가문 출신이다. 그는 또한 삼두정치관 마르쿠스 리키니우스 크라수스의 혈통이며, 입양을 통해서 칼푸르니우스 일족 출신이기도 하였다. 그의 조상들은 집정관을 지냈던 인물들이 다수 있었다. 또한 89년에 보좌 집정관을 지냈던 리보 루필리우스 프루기가 형제였다. 이러한 이유로, 존 그레인저 (John D. Grainger)는 크라수스 프루기가 그처럼 저명한 가계 출신이 아니던 네르바 황제에게 강한 반감을 가졌고, 네르바를 전복시킬 음모를 계획했을 이유로 보았다.
Grainger는 또한 크라수스를 지식층이 아니며, 친위대의 일부 혹은 전부를 매수하려던 그의 시도가 곧바로 들켰다고 묘사였다. 카시우스 디오가 전하기를, 네르바는 그와 공모자들을 행사장 그의 옆에 참석시키기 위해 초대를 하였고 (Grainger는 이 행사를 96년 11월 플레브스 대회로 짐작),군중이 보는 앞에서 그들에게 칼을 건네주었는데,"표면적으로는 칼이 날카로운지 검사하고 확인하기 위해 그랬지만(흔히 그랬던 것처럼), 실제로는 그가 당시 그곳에서 죽더라도 개의치 않는다는 것을 보여주기 위해서였다."라고 한다. 사실상, 네르바는 그때 그곳에서 이들이 자신을 암살하도록 부추겼다. 이 행동의 가치없음을 깨달은 크라수스는 물러섰다. 원로원에서 한층 더 강한 처벌 할 것을 주문하는 항의해도, 네르바는 크라수스와 그의 아내를 타렌툼으로 추방하는 데 그쳤다.
네르바가 죽고 트라야누스가 황제 자리에 오른 뒤, 크라수스와 그의 아내는 유배지에서 불러들여졌으나, 그는 여전히 위험한 인물임을 보였고, 트라야누스는 그를 다시 유배보냈는데 이번에는 이탈리아의 해안에서 떨어진 섬에 보내었다. 118년에 트라야누스가 죽을 당시 크라수스는 이곳에 있었고, 하드리아누스가 황제에 오른 첫 달에 이곳에서 살해당하였다. '히스토리아 아우구스타'는 크라수스가 하드리아누스의 명에 거역하여 섬을 떠나자 프로쿠라토르에게 살해당하였다고 기록하였다.